# Sarcófago de Portonaccio
El sarcófago de Portonaccio es un sarcófago romano antiguo del siglo II descubierto en 1931 en el barrio Portonaccio de Roma y ahora expuesto en el Museo Nacional Romano en la sección del (palacio Massimo). De 1,53 metros de alto y datado entre el 180 y el 200, se utilizó para el entierro de un general romano involucrado en las guerras marcomanas de Marco Aurelio y muestra influencias similares a las de la columna de Marco Aurelio.

## Descripción

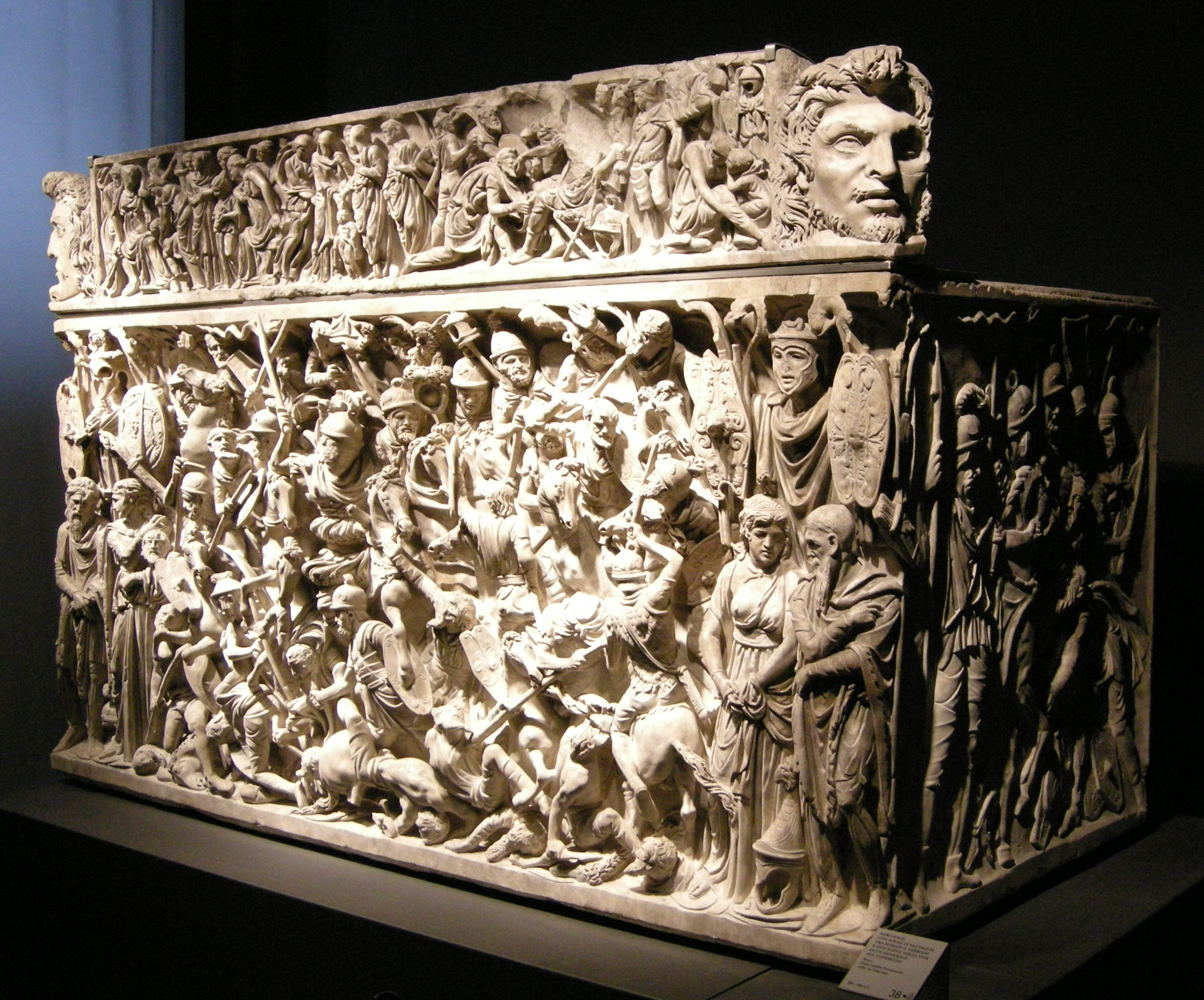
El sarcófago de Portonaccio visto del lado derecho y frontal.

La caja es muy alta, con toda la parte frontal cubierta por altorrelieves del combate entre personajes romanos y bárbaros. La compleja batalla se articula en cuatro niveles diferentes: dos superiores, con caballeros romanos a la carga, uno con soldados romanos de infantería y el último, más bajo, con los bárbaros vencidos. En el centro, resaltado por líneas que convergen en su figura, está el general a caballo en una posición de asalto, que no tiene la rostro tallado.
A la derecha y a la izquierda, la escena está delimitada por trofeos de armas, con dos pares de cabezas cautivas bárbaras (hombre y mujer). El bárbaro derecho es sin duda un suevo (marcomano, cuado o tal vez de Buri), por el tipo de peinado (nudo suevo); el bárbaro de la izquierda es otro germano o un sármata-yacigio.
La cubierta, con dos grandes arquitrabes que representan máscaras de bárbaros, está decorada con un friso en bajorrelieve, con la «historia de la vida» de un personaje —la presentación de una madre lactante, su educación, el matrimonio y clementia reservada para los bárbaros en un acto de deditio— cuya cabeza, no está acabada —quizás Aulo Julio Pompilio Tito Vivio Levilo.
El rostro del fallecido para el que se cree iba destinado el sarcófago no se terminó de esculpir, quizás porque los talleres, después de haber producido la escultura básica, esperaban que el comprador pudiera posar para su retrato. En el caso de Pompilio Bereniciano, puede haber llegado el momento de retractarse o el escultor no conocía su rostro. Algunos estudiosos modernos creen que la ilustración de los eventos biográficos del protagonista se ha resumido en escenas válidas para cualquier persona.

## Temática
Desde la época Flavia y luego a lo largo de siglo II hasta la dinastía Antonina, uno de los temas principales del arte romano eran las victorias obtenidas por sus generales sobre los bárbaros a lo largo de las fronteras imperiales. Crecen bien en este período una serie de relieves históricos que celebran las campañas militares de los emperadores tanto en monumentos públicos, los arcos de triunfo, las columnas y templos, como en privado los sarcófagos. El sarcófago en comparación con ejemplos análogos en os veinticinco años anteriores (como el llamado sarcófago Amendola) se puede observar la superación de la manera helenística, con una composición mucho más agitada y articulada. El sentido de movimiento del conjunto es extraordinario, acentuado por el claroscuro que se presenta gracias a los cortes profundos, tallados por el trépano típico también de la Columna de Marco Aurelio. El sarcófago de Portonaccio es el más conocido y más elaborado del grupo principal de la dinastía Antonina, y muestra similitudes considerables con el sarcófago Ludovisi, el atípico tardío de alrededor del 250, y con un contraste considerable en el estilo.

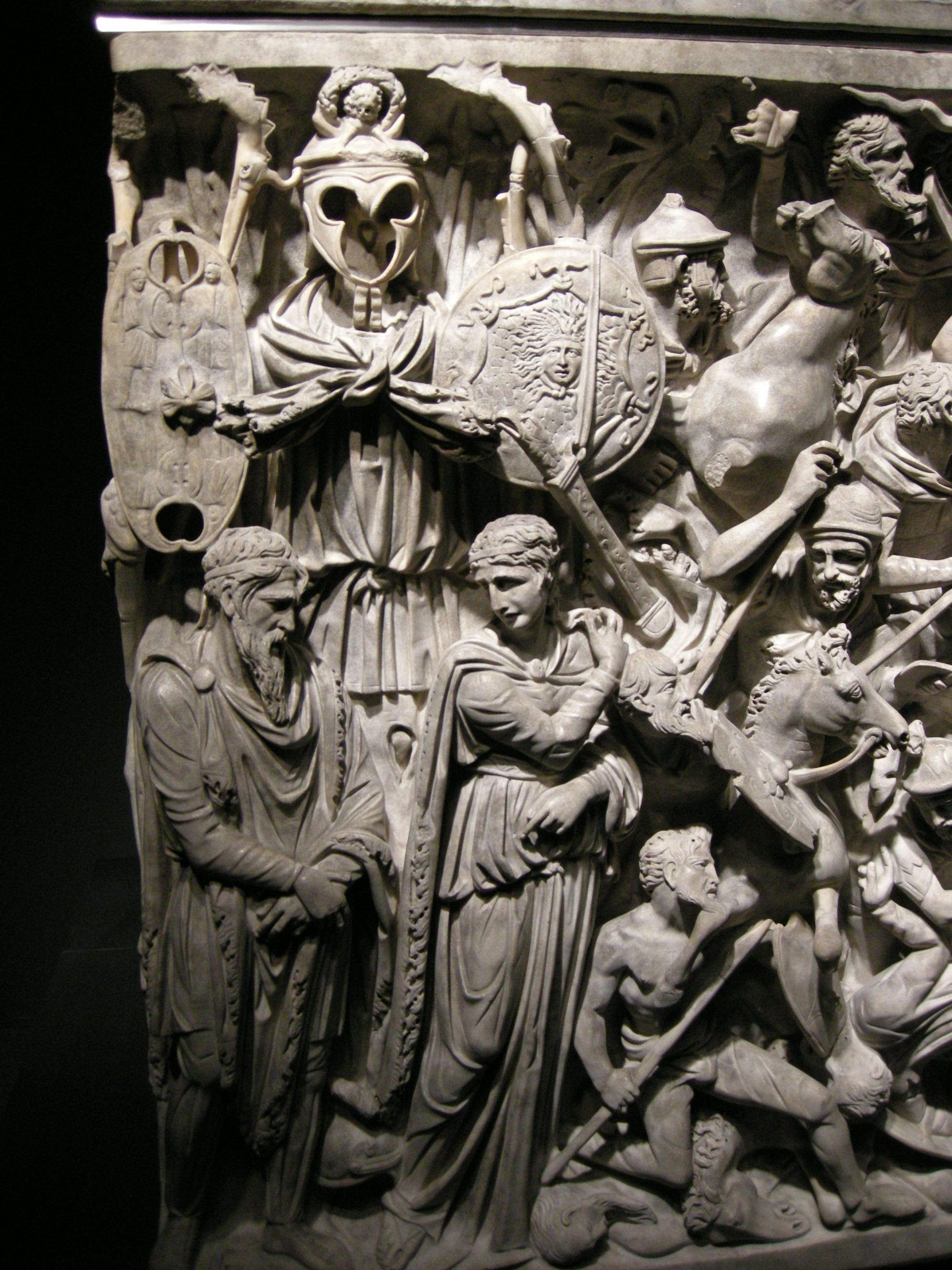
Detalle del frente, a la izquierda.
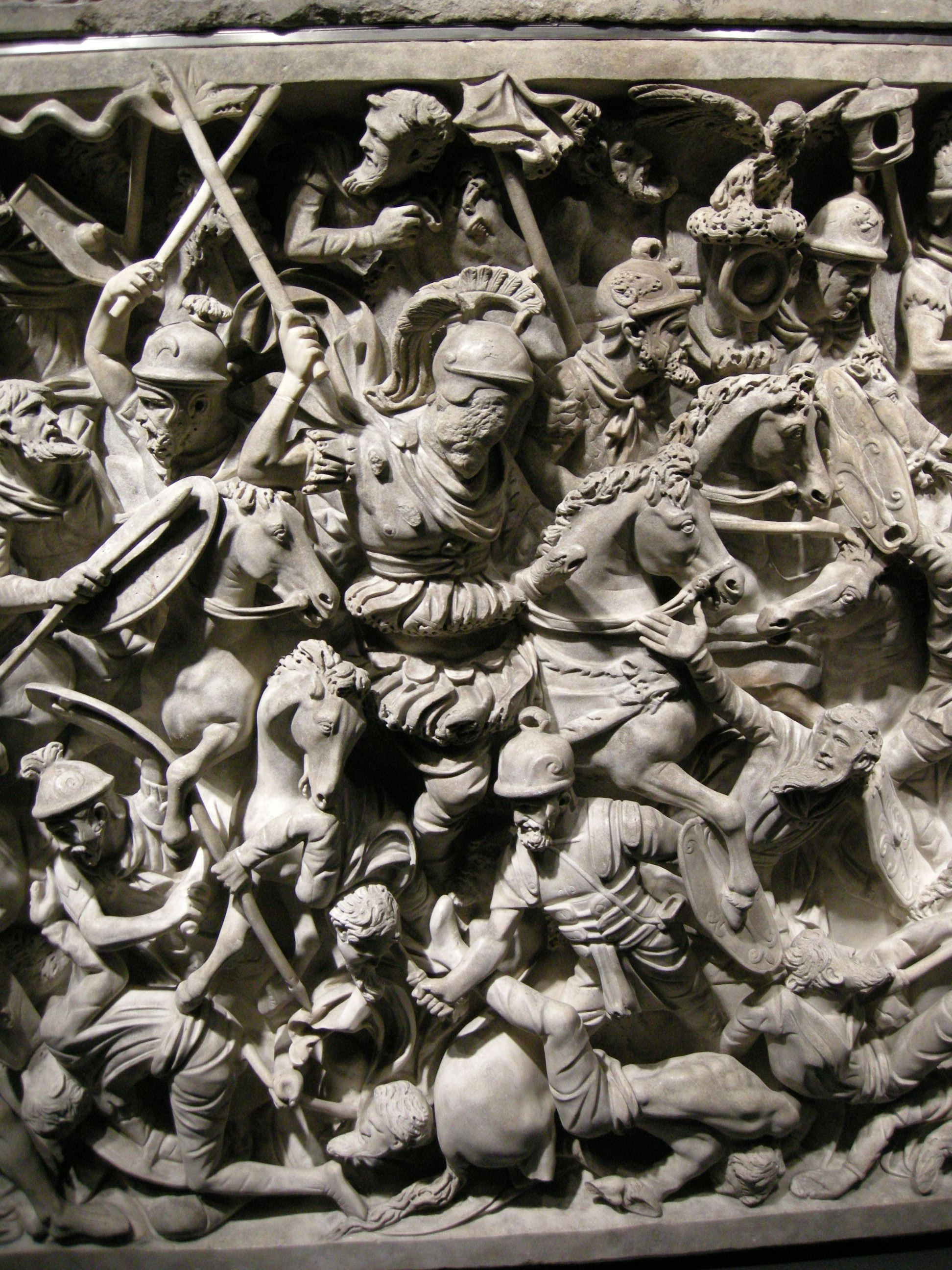
Detalle del frente, al centro, con el general.
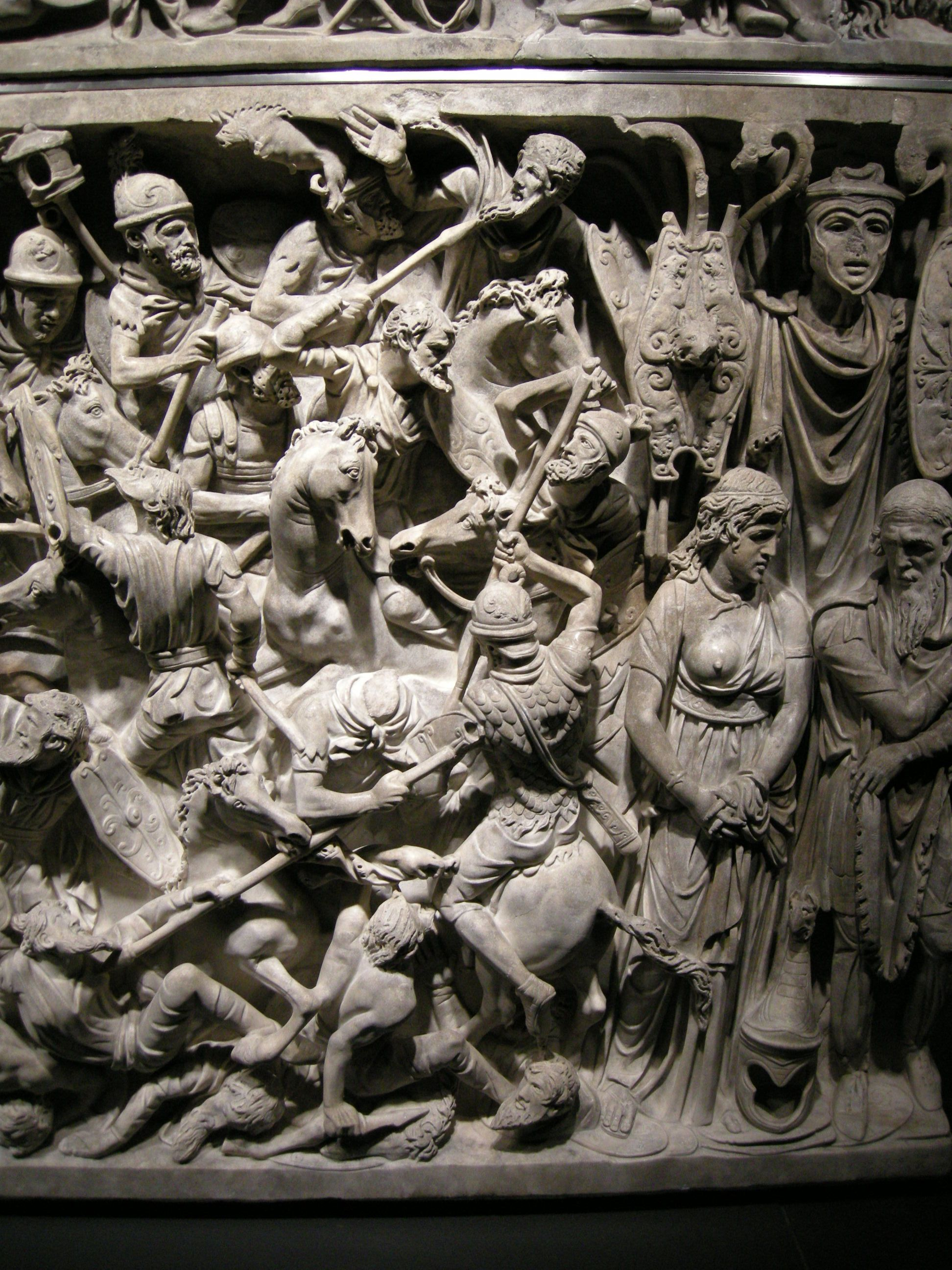
Detalle del frente, a la derecha.
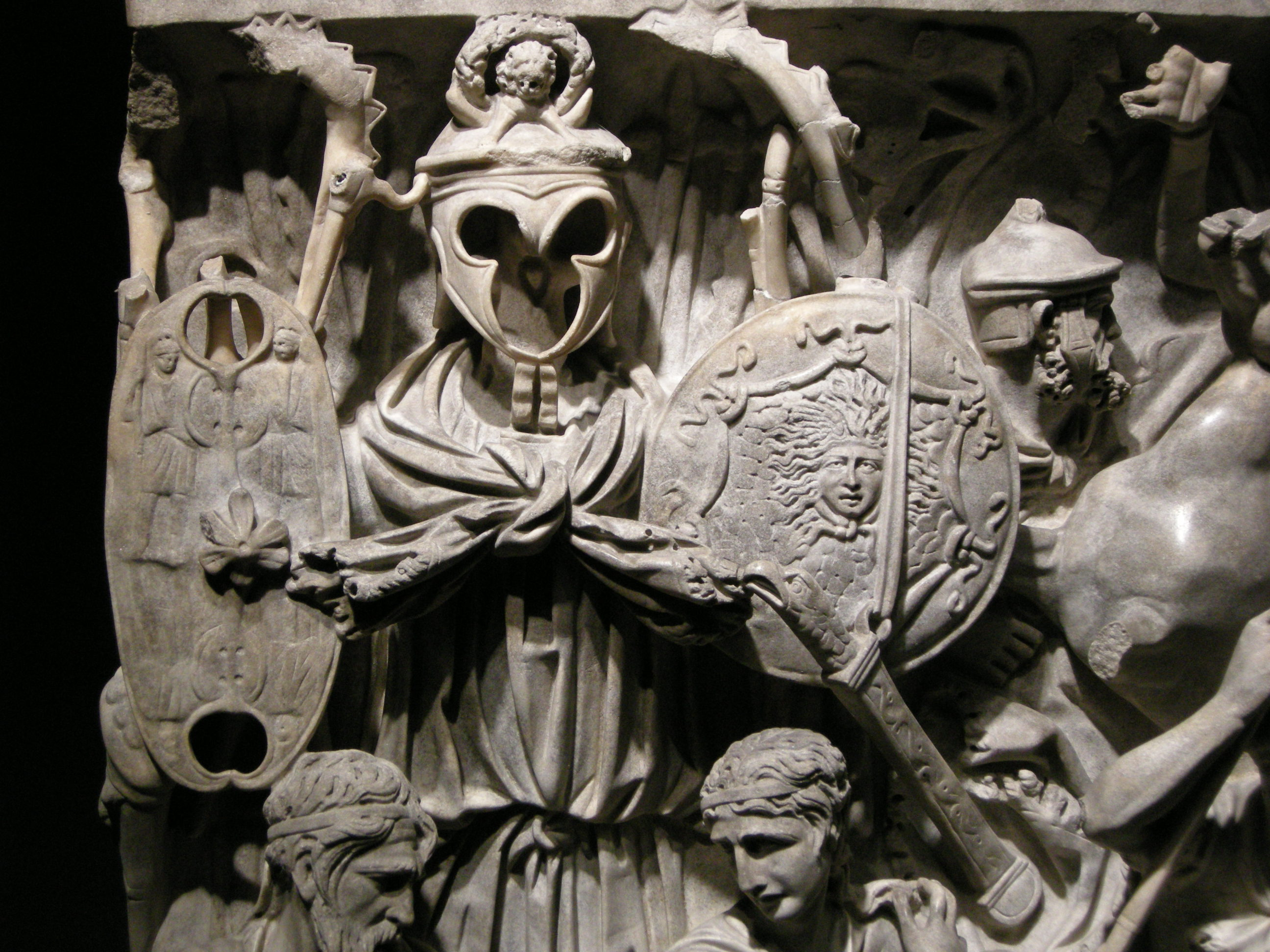
Trofeos al costado del frente.